# Academia Pontificală Ecleziastică

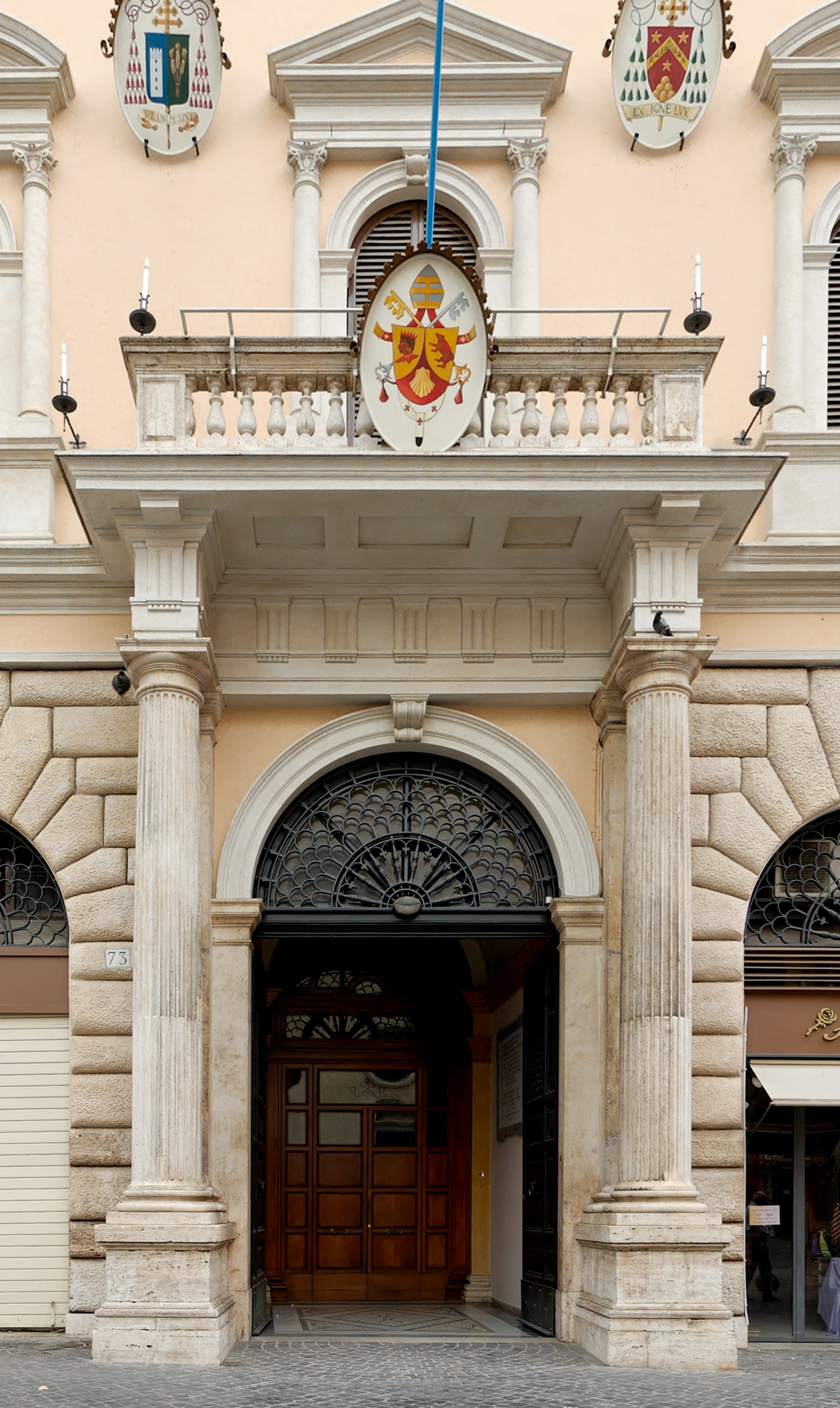
Entrata del palazzo dell'Accademia Ecclesiastica, piazza della Minerva, Roma

Academia Pontificală Ecleziastică este o instituție a Biserici Catolice, ce se ocupă de pregătirea preoților destinați serviciului diplomatic al Sfântului Scaun în diferitele nunțiaturi sau în cadrul Secretariatul de Stat al Sfântului Scaun.
Fondată de abatele Pietro Garagni în 1701 cu numele Accademia dei nobili ecclesiastici, era la început dedicată pregătirii ecleziastice a membrilor familiilor nobile. Începănd cu anul 1706 Academia se mută în Palazzo Severoli, in Piazza della Minerva, unde rămâne pâna în prezent. În 1850 are loc transformarea definitivă în sediu dedicat în special la pregătirea sacerdoților pentru serviciul diplomatic pontifical.

## Elevi ai Academiei ce au devenit papi
- Papa Clement al XIII-lea
- Papa Leon al XII-lea
- Papa Leon al XIII-lea
- Papa Benedict al XV-lea
- Papa Paul al VI-lea